# Демократическая партия (Португалия)
 Демократическая партия Португалии (порт.  Partido Democrático Português ) — правящая политическая партия  Португалии в 1912 — 1926 годах.

## Основание партии

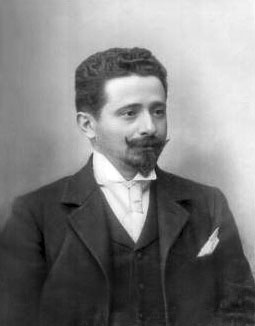
Основатель партии Афонсу да Кошта

Не прошло и полутора лет после свержения монархии и установления Первой республики в Португалии, как в феврале 1912 года правящая Республиканская партия раскололась после 36 лет существования. Из её состава вышли политические группы, основавшие Партию республиканской эволюции и Эволюционистскую партию, а левый либерал Афонсу да Кошта со своими сторонниками основал Демократическую партию, провозгласившую себя наследницей Республиканской партии. Группе Кошты, именовавшейся «афонсистами» (порт. afonsistas) удалось взять под контроль всю прессу и мощную предвыборную избирательную машину республиканцев, что в дальнейшем позволило ДП доминировать в политической жизни страны. Республиканская партия, просуществовавшая до 1929 года, не признавала демократов Кошты своими преемниками, но лишившись большей части своих членов, средств и партийного аппарата, оставалась уже второстепенной политической силой.

## История партии
Крушение первой Республиканской партии немедленно отразилось и на государственных делах — премьер-министр республиканец Аугушту де Вашсонселуш оказался в рядах «афонсистов» и политическая власть в Португалии автоматически перешла к Демократической партии. Через год Афонсу да Кошта лично возглавил правительство. Вплоть до переворота 1915 года демократы оставались у власти, формируя, один за другим, пять кабинетов подряд. Но и переворот не поколебал позиций партии: Афонсу да Кошта вернулся в кресло главы правительства уже в ноябре 1915 года. Через два года режим демократов вновь был свергнут, на этот раз генералом Сидониу Паишем, но после долгих политических перипетий в 1919—1920 годах Демократическая партия, теперь возглавленная уже Антониу Мария да Силвой, восстановила свои лидирующие позиции. Однако теперь ДП вступила уже в последнюю фазу своего политического господства. С одной стороны, в Португалии ширилось недовольство её политической монополией и либеральной политикой, с другой сама партия раздиралась внутренними противоречиями. От партии откололось левое крыло, образовав Реформистскую партию и Республиканскую партию левой демократии, участились заговоры и мятежи в армии. К середине 1920-х годов против режима Демократической партии выступали политические силы самой различной ориентации, от марксистов и анархистов до консерваторов-католиков. В 1926 году, в ходе массовых вооружённых выступлений армии и различных оппозиционных организаций, получивших название Национальной революции, Демократическая партия была навсегда отстранена от власти и прекратила своё существование.

## Место в истории
Первая республика в Португалии часто напрямую ассоциируется с Демократической партией, представители которой возглавляли 25 из 45 правительств 1910—1926 годов . Разные исследователи, не отрицая её ведущей политической роли в этот период, по-разному характеризуют существовавшую тогда политическую систему. Португальский историк Марселу Ребелу ди Соуза считал эту систему многопартийностью при доминировании одной партии (порт.  um multipartidarismo de partido dominante), а его соотечественник Фернанду Росаш писал о «Демократической диктатуре» (порт.  Ditadura democrática), подразумевая под этим многолетний политический диктат одной партии, практически безраздельно находившейся у власти в общей сложности более десятилетия.

## Лидеры партии
- Афонсу Аугушту да Кошта (1912—1919);
- Антониу Мария да Силва (1919—1926)